# Giải LVFCS cho phim tài liệu hay nhất

Giải LVFCS cho phim tài liệu hay nhất là một trong các giải của LVFCS dành cho một phim tài liệu, được bầu chọn là hay nhất trong năm. Giải này được lập từ năm 1997.

## Các phim đoạt giải

### Thập niên 1990
| Năm  | Phim                                                   | Đạo diễn        |
| ---- | ------------------------------------------------------ | --------------- |
| 1997 | Sick: The Life & Death of Bob Flanagan, Supermasochist | Kirby Dick      |
| 1998 | Kurt & Courtney                                        | Nick Broomfield |
| 1999 | Trekkies                                               | Roger Nygard    |

### Thập niên 2000
| Năm  | Phim                                            | Đạo diễn                       |
| ---- | ----------------------------------------------- | ------------------------------ |
| 2000 | The Life and Times of Hank Greenberg            | Aviva Kempner                  |
| 2001 | Startup.com                                     | Chris Hegedus & Jehane Noujaim |
| 2002 | Bowling for Columbine                           | Michael Moore                  |
| 2003 | Capturing the Friedmans                         | Andrew Jarecki                 |
| 2004 | Fahrenheit 9/11                                 | Michael Moore                  |
| 2005 | March of the Penguins (La marche de l'empereur) | Luc Jacquet                    |
| 2006 | An Inconvenient Truth                           | Davis Guggenheim               |
| 2007 | Sicko                                           | Michael Moore                  |
| 2008 | Man on Wire                                     | James Marsh                    |

Bản mẫu:LVFCS Awards Chron